# Радиотехническое обеспечение

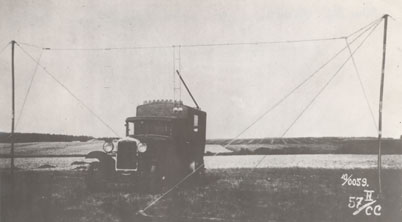
Передатчик радара РУС–1 «Ревень».
Первое в истории СССР средство радиотехнического обеспечения Войск противовоздушной обороны
1939 год

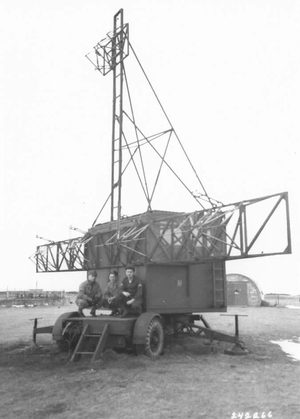
Британский радар GL Mk.II.
Одно из первых в военной истории средств радиолокационного обеспечения противовоздушной обороны.
1941 год

Радиотехническое обеспечение — вид оперативного (боевого) обеспечения. Представляет собой комплекс мероприятий служащих для составления и выдачи сведений о местоположении объектов в пространстве. Данные сведения используются для обеспечения боевых действий наземной и морской группировки войск (сил) и боевых действий авиации.

## Составляющие обеспечения
Радиотехническое обеспечение включает в себя две составляющие:
- радиолокационное обеспечение;
- радиосветотехническое обеспечение.

### Радиолокационное обеспечение
Радиолокационное обеспечение — комплекс мер по обеспечению радиолокационной информацией командных пунктов зенитных ракетных соединений и частей войсковой ПВО и ВВС. Задачей радиолокационного обеспечения является получение полной информации о воздушном противнике: количество воздушных целей, скорость, высота, дальность, курс продвижения, размерность целей. Основными средствами радиолокационного обеспечения являются радиолокационные станции различных типов, которыми осуществляется обзор воздушного пространства.
По своей сущности радиолокационное обеспечение для войск ПВО является полным аналогом, такого вида боевого обеспечения как разведка для Сухопутных войск.

### Радиосветотехническое обеспечение
Радиосветотехническое обеспечение — это совокупность мероприятий по обеспечению полётов военной авиации, преследующая цели в обеспечении безопасности взлёта и посадки, постоянном контроле местоположения в пространстве летательных аппаратов а также по их опознаванию.
Сущность радиосветотехнического обеспечения заключается в формировании и выдаче экипажам летательных аппаратов информации, необходимой для взлёта, определения своего места в воздушном пространстве (топографическая привязка), выхода в заданный район и район аэродрома, захода на посадку и посадки. Данная информация может создаваться с помощью радиотехнических и светотехнических средств, которые в сочетании с бортовым оборудованием летательных аппаратов образуют радионавигационные системы.
Светотехнические средства служат для обозначения взлётно-посадочных полос и ближайших подходов к ним по курсу посадки, обозначения рулёжных дорожек и стояночных посадок, для опознавания аэродромов (проблесковые маяки).

## Классификация средств радиотехнического обеспечения
Все средства радиотехнического обеспечения делятся на следующие категории:
- По целевому предназначению:

- радиолокационные;
- радионавигационные;
- опознавания.

- По месту установки средства делятся на:

- наземные;
- бортовые.

- По дальности действия:

- ближнего действия;
- малой дальности;
- средней дальности;
- большой дальности.

- По наличию устройств, излучающих радиосигналы:

- активные;
- пассивные.

- По функциональному предназначению:

- разведывательные обзорные (контроля пространства);
- посадочные;
- определения высоты летательных аппаратов;
- обеспечения полётов летательных аппаратов;
- целеуказания;
- управления оружием;
- оценки метеорологической обстановки;
- радионавигационные — радиомаяки (опорные станции)
- устройства измерения навигационных параметров;
- средства опознавания (запросчики и ответчики системы «свой—чужой»).

## Галерея средств радиотехнического обеспечения
| |                                                                                                | | | |
| Радиолокационная станция PAVE PAWS — основное средство радиотехнического обеспечения противоракетной обороны территории США и Канады | Радиомаяк аэронавигационной системы VORTAC. Одно из средств радиосветотехнического обеспечения | Корабельный радар DRBV 21A французского производства. Основное бортовое средство радиотехнического обеспечения противовоздушной обороны корабля | Пассивный радар «Заслон» — бортовое средство радиотехнического обеспечения истребителя-перехватчика МиГ-31 | РЛС контрбатарейной борьбы «Зоопарк». Средство радиотехнического обеспечения артиллерии и ракетных войск |